# Edoardo III (Shakespeare)
Il regno di re Edoardo III (inglese: The Reign of King Edward the Third) è dramma storico del teatro elisabettiano, attribuito in parte a William Shakespeare. Fu pubblicato anonimo nel 1596, ma sin dal XVIII secolo si è discusso se sia stato composto da Shakespeare, almeno in parte. Ispirata al regno di Edoardo III d'Inghilterra, l'opera si fa beffe della Scozia e degli Scozzesi, e taluni critici ritengono che questo dramma abbia indotto George Nicolson, agente della regina Elisabetta I d'Inghilterra ad Edimburgo, a scrivere nel 1598 a William Cecil, Lord Burghley, per protestare contro il modo in cui gli Scozzesi erano raffigurati nei teatri di Londra.

## Trama

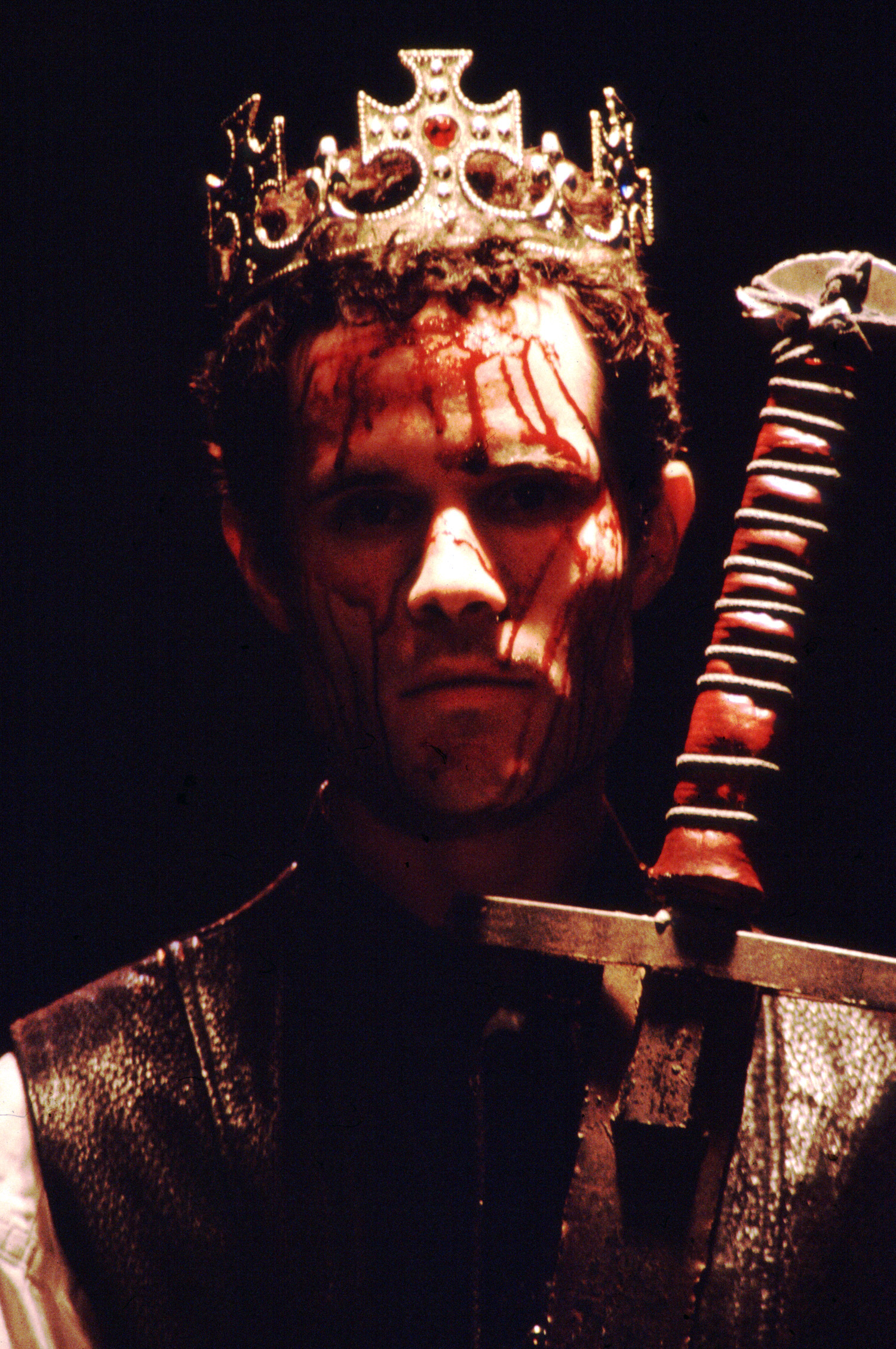
Edoardo il Principe Nero (David Mendolsohn) nella prima dell'American Professional dell'Edoardo III (Pacific Repertory Theatre, agosto 2001).

L'opera è divisa in due parti. La prima parte è centrata intorno alla Contessa di Salisbury (la moglie del Conte di Salisbury), la quale, assalita dagli Scozzesi, è salvata da re Edoardo III per poi essere importunata da lui. In un tentativo di respingere le proposte di Edoardo, la Contessa promette di uccidere il proprio marito se Edoardo ucciderà la propria moglie, ma quando il re mostra di accettare questa immorale proposta, lo minaccia di uccidersi se non recederà dal proprio intento: Edoardo, vergognandosi, ammette il proprio torto e si calma.
Nella seconda parte del dramma, in cui molte scene ricordano l'Enrico V,  Edoardo raggiunge il proprio esercito in Francia, dove sta combattendo una guerra per ottenere il trono francese. Le scene si alternano tra il campo francese e quello inglese, dove la disperazione degli Inglesi fa da contraltare all'arroganza dei Francesi; l'attenzione è concentrata sul giovane Edoardo, il Principe Nero, che medita sulla moralità della guerra prima di ottenere una vittoria contro tutte le difficoltà.

## Fonti
Come nella maggioranza delle opere storiche di Shakespeare, le Chronicles di Raphael Holinshed sono tra le fonti dell'Edoardo III, insieme alle Chronicles di Jean Froissart; una porzione significativa della parte che la tradizione attribuisce a Shakespeare si basa sulla novella 46 di The Palace of Pleasure di William Painter, "The Countesse of Salesberrie", ma, mentre Painter scrisse che Edoardo era celibe e la Contessa vedova, l'autore dell'Edoardo III era a conoscenza del fatto che erano entrambi sposati e, dunque, fa tentare a Edoardo di convincere la contessa a uccidere i rispettivi consorti e far sembrare le loro morti un doppio suicidio. Secondo Giorgio Melchiori, sebbene le due trame differiscano, vi sono significativi punti di contatto tra il linguaggio di Painter e quello dell'autore del dramma teatrale.

## Autore
L'Edoardo III fu pubblicato anonimo (cosa non insolita per i tempi) nel 1596. John Heminges e Henry Condell non inclusero questa opera nel First Folio delle opere di Shakespeare nel 1623, né fu menzionata da Francis Meres nel Palladis Tamia (1598), una lista incompleta delle opere del drammaturgo. Questi due fatti pesano contro l'attribuzione dell'opera a Shakespeare.
Malgrado ciò molti critici lo hanno considerato l'autore dell'Edoardo III; nel 1760 lo studioso di Shakespeare Edward Capell incluse questa opera nel suo Prolusions; or, Select Pieces of Ancient Poetry, Compil'd with great Care from their several Originals, and Offer'd to the Publicke as Specimens of the Integrity that should be Found in the Editions of worthy Authors, concludendo che era stata scritta da Shakespeare, sebbene la sua opinione non fosse condivisa dagli studiosi.
In anni più recenti, studiosi di Shakespeare hanno rivisto l'opera con occhio critico, concludendo che alcuni brani sono tanto sofisticati quanto le prime opere del Bardo, in particolare il Re Giovanni e l'Enrico VI; inoltre alcuni brani dell'opera sono citazioni dirette dei sonetti di Shakespeare, e l'analisi stilistica ha prodotto prove che almeno alcune scene furono scritte da Shakespeare. Nel Textual Companion all'Oxford Complete Works of Shakespeare, Gary Taylor afferma che "di tutte le opere non canoniche, [Edoardo III] è quello che ha maggior diritto di essere incluso nelle Opere complete" (l'opera fu poi curata da William Montgomery e inclusa nella seconda edizione dell'Oxford Complete Works del 2005). La prima casa editrice di spicco a produrre un'edizione dell'Edoardo III fu la Cambridge University Press all'intento della sua serie New Cambridge Shakespeare; da allora un'edizione del Riverside Shakespeare ha incluso l'opera, e anche le serie Arden Shakespeare e Oxford Shakespeare hanno intenzione di includere l'Edoardo III. Giorgio Melchiori, curatore della New Cambridge, afferma che la scomparsa dell'opera dal canone fu probabilmente dovuta alla protesta del 1598 riguardo alla rappresentazione in scena degli Scozzesi; secondo Melchiori, gli studiosi hanno sempre ritenuto che questa opera, il cui titolo non compare in una lettera del 15 aprile 1598 di George Nicolson (agente di Elisabetta I ad Edimburgo) a Lord Burghley in cui si racconta delle sommosse, fosse una commedia andata perduta, ma la raffigurazione degli Scozzesi nell'Edoardo III è così virulento che l'opera fu bandita, ufficialmente o meno, e dimenticata da Heminges e Condell.
Alcuni studiosi, in particolare Eric Sams, affermano che l'opera fu scritta interamente da Shakespeare, ma l'opinione corrente è divisa, con molti studiosi che ritengono sia stata il risultato di una collaborazione, di cui Shakespeare scrisse solo poche scene. Nel 2009 Brian Vickers ha pubblicato il risultato di un'analisi informatica effettuata con un programma in grado di rilevare i plagi: l'analisi suggerisce che il 40% dell'opera fu scritta da Shakespeare, mentre le altre scene furono scritte da Thomas Kyd (1558-1594).

### Attribuzioni
- George Peele (Tucker Brooke 1908)
- Christopher Marlowe, con Robert Greene, George Peele, e Thomas Kyd (John Mackinnon Robertson 1924)
- Michael Drayton (E.A. Gerard 1928, e H.W. Crundell 1939)
- Robert Wilson, (S.R. Golding 1929)
- William Shakespeare (A.S. Cairncross 1935)
- Thomas Kyd (W. Wells 1940, e G. Lambrechts 1963)
- Robert Greene (R.G. Howarth 1964)
- William Shakespeare (Elliott Slater 1988, e Eric Sams 1996)
- William Shakespeare e un altro (Jonathan Hope 1994)
- William Shakespeare e Christopher Marlowe (Robert A.J. Matthews e Thomas V.N. Merriam 1994)
- William Shakespeare e altri (non Marlowe) (Giorgio Melchiori 1998)[7]
- Thomas Kyd (60%) e William Shakespeare (40%) (Brian Vickers 2009)[6]